# Pablo de Barros
Pablo de Barros Paulino (São João Nepomuceno, 3 agosto 1988) è un ex calciatore brasiliano, di ruolo difensore.

## Caratteristiche tecniche
Pablo de Barros è un terzino che può giocare indifferentemente a destra e a sinistra.
Può essere schierato anche come centrocampista difensivo.

## Carriera

### Gli esordi in Brasile
Inizia a giocare in Brasile nell'Olaria Atlético Clube, squadra della seconda divisione.
Nel gennaio del 2007 passa in prestito al Vasco da Gama, con cui esordisce
il 12 aprile 2008 in casa della Fluminense.
L'11 maggio esordisce in Série A in occasione della prima giornata di campionato giocata all'Estádio José Pinheiro Borda contro l'Internacional, entrando in campo al 46' al posto di Madson.
Segna il suo unico gol con la maglia del club di Rio de Janeiro il 10 luglio, in occasione della vittoria per 4-0 contro lo Sport Club do Recife, all'Estádio São Januário.

### Il passaggio al Real Saragozza e i prestiti
Nel mese di agosto viene acquistato dal Real Saragozza, squadra della massima serie spagnola.
A causa della presenza di molti extracomunitari nella rosa del club aragonese, il 26 agosto viene ceduto in prestito al Málaga, con un'opzione per l'acquisto del giocatore da parte degli andalusi.
Esordisce in Primera División il 14 settembre, venendo schierato da titolare da Antonio Tapia e giocando 90' nella partita pareggiata alla Rosaleda contro l'Athletic Club di Bilbao.
Gioca da titolare anche le due partite del 5º Turno di Coppa del Re giocate contro il Maiorca, che hanno visto il passaggio dei balearici al turno successivo.
Alla fine del campionato, che gli andalusi concludono all'ottavo posto, Pablo de Barros torna al Real Saragozza.
Continuando a non trovare spazio a Saragozza, nel febbraio del 2010 viene ceduto in prestito al Gimnàstic de Tarragona, in Segunda División.
Esordisce il 20 marzo, giocando da titolare nella partita di campionato persa per 0-2 in casa contro il Córdoba CF fino al secondo tempo, quando viene sostituito da Roberto García Cabello.
In totale gioca 14 partite.
Tornato un'altra volta al Real Saragozza, viene ceduto in prestito al Cruzeiro, club con sede a Belo Horizonte.
Il 20 agosto esordisce in Série A con la nuova maglia nella partita vinta per 1-0 contro il Corinthians, entrando in campo al 70' al posto di Everton. In totale colleziona 12 presenze nel campionato che la sua squadra termina al secondo posto, con un distacco di due punti dai campioni del Fluminense.
Nella stagione successiva, a giugno, gioca tre partite di campionato. Colleziona anche sette presenze in Coppa Libertadores, la prima di queste il 17 febbraio, nella partita vinta per 5-0 contro l'Estudiantes. A giugno del 2011 torna in Spagna.
Il 19 luglio 2011 il Figueirense Futebol Clube, squadra di Florianópolis appena promossa in Série A, annuncia l'acquisto del giocatore in prestito.
Nel luglio 2012, dopo la scadenza del prestito annuale, si trasferisce a parametro zero al Figueirense.